# Никольское кладбище Александро-Невской лавры
Никольское кладбище (с Братским участком), основано в 1861 году — третье по времени основания из кладбищ Александро-Невской лавры. Название «Никольское» оно получило в 1877 году по имени церкви св. Николая Мирликийского, построенной в 1868—1871 гг. по проекту епархиального архитектора Г. И. Карпова на средства лесопромышленника, купца Николая Русанова, устроившего в цокольном этаже церкви семейную усыпальницу.

## Описание
Кладбище имеет регулярную планировку. На территории находится пруд. Никольская дорожка, ведущая от главного входа к церкви, ориентирована на апсиду Троицкого собора, и таким образом этот некрополь включается в единый ансамбль лавры.
Небольшая северо-западная часть кладбища, отделенная от остальной части металлической решеткой на цоколе из известняка, была предназначена для погребения братии Александро-Невской лавры и получила название «Братского кладбища». Южная сторона решетка исчезла, очевидно, ещё в 1930-х гг., а в начале 2010-х гг. был срыт и её цоколь.

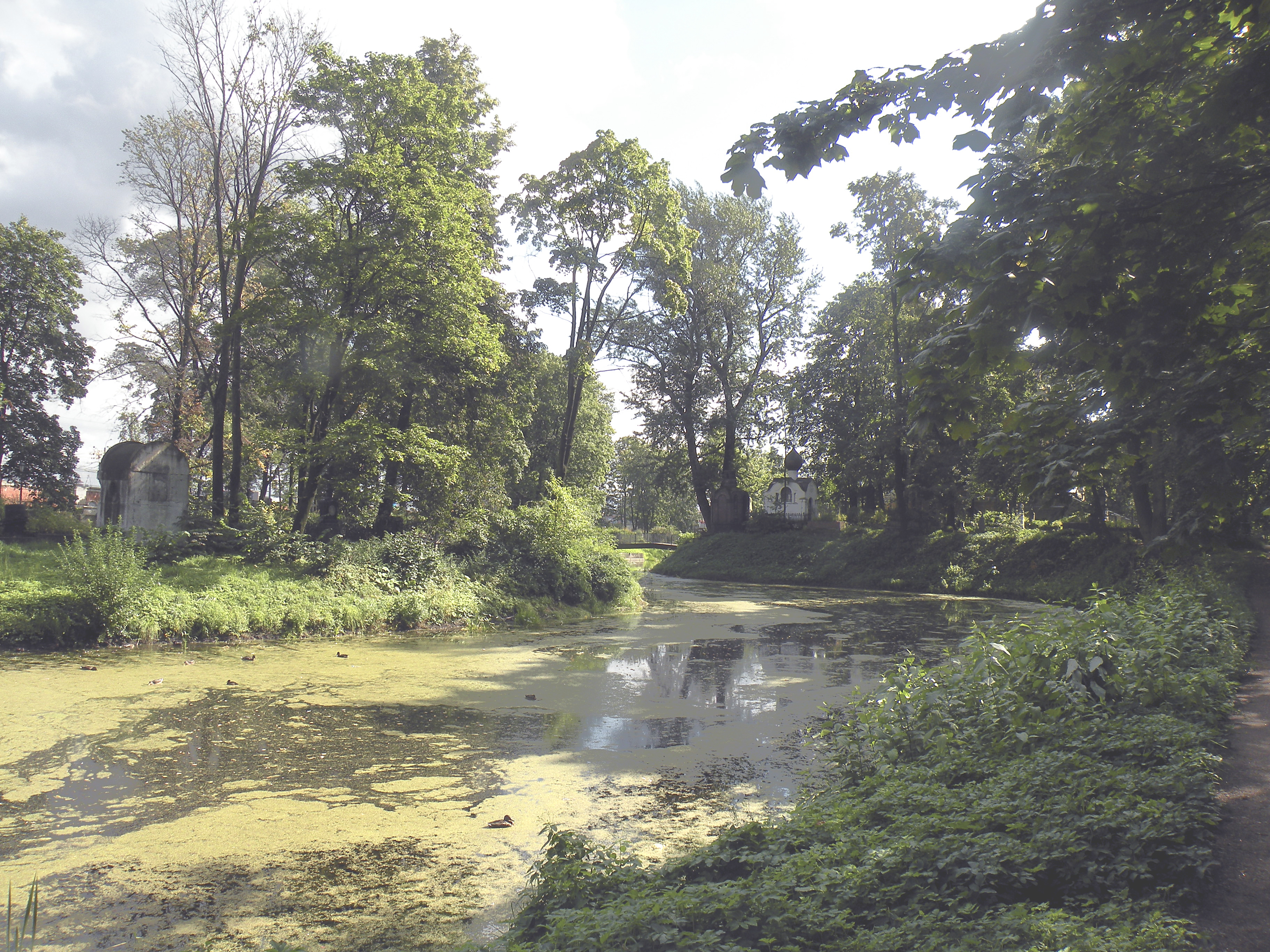
Пруд

Кладбище на начало XXI века представляло собой самое запущенное кладбище Лавры, бывшее вначале местом погребения лаврского духовенства. Как и все кладбища города, оно пострадало не только от небрежения и отсутствия должного ухода, но и вандализма, главным образом — гробокопательства. Ещё в 1950—1960-х годах в удалённых уголках кладбища можно было видеть наполовину выкопанные из земли цинковые гробы, а вскрытые склепы представляют и в первое десятилетие XXI века характерную черту кладбищенского пейзажа. Сохранению кладбища, которому неоднократно грозило уничтожение и превращение в городской парк, во многом способствовало погребение на нём в 1978 году митрополита Никодима (Ротова), скончавшегося в заграничной командировке, в Ватикане. Начало восстановления порядка на кладбище связывают с инициативой В. В. Смолякова, начавшего убирать братскую часть кладбища, что послужило примером для начала стихийного движения по наведению порядка.
В последние годы монастырём и городской администрацией проведены большие работы, изменившие облик кладбища, главным образом вследствие вырубки старых деревьев и постройки в дальней его части колумбария.
На кладбище создана аллея кавалеров советского ордена Александра Невского, а могилы послевоенного генералитета и представителей наиболее состоятельных слоев чиновничества и бизнеса составляют наиболее заметную часть современных роскошных надгробий.
Рядом с аллеей похоронен первый российский лётчик, Лев Макарович Мациевич, погибший в первой российской авиакатастрофе на Комендантском аэродроме Петербурга.
Кладбище продолжает действовать, и на 2004 год на нём погребено 1470 человек.

## Похороненные на Никольском кладбище
См. Категория:Похороненные на Никольском кладбище Александро-Невской лавры